# 伍子胥天星介
伍子胥天星介（学名：Orionina wutzushuii）为粗面介科天星介屬下的一个种。